# Jimena de la Frontera
Jimena de la Frontera er en by og kommune i det sydlige Spanien i provinsen Cádiz. Den har et indbyggertal på 6.695 (2024) indbyggere.